# Relações entre Taiwan e Vietnã
As relações entre Taiwan e Vietnã são conduzidas em um nível não oficial, pois Hanói adere à política de uma China e reconhece oficialmente apenas a República Popular da China. No entanto, isso não impediu as visitas bilaterais, a imigração e o capital de investimento entre Taiwan e Vietnã. Taiwan tem sido a quarta maior fonte de investimento estrangeiro direto no Vietnã desde 2006. Ambos os países mantêm escritórios de representação; Taiwan é representado pelo Escritório Econômico e Cultural de Taipei em Hanói e na Cidade de Ho Chi Minh, enquanto o Vietnã é representado pelo Escritório Econômico e Cultural do Vietnã em Taipei, ambos atuando como embaixadas de facto.

## História

### Formosa neerlandesa
Escravos vietnamitas foram levados pela Companhia Holandesa das Índias Orientais para Taiwan quando o país estava sob o domínio holandês, e os holandeses em Taiwan realizavam comércio com o Vietnã. Os holandeses tinham escravos Pampang e Quinamês em sua colônia em Taiwan e, em 1643, ofereceram recompensas a aliados aborígenes que recapturassem os escravos para eles quando fugissem. Dezoito escravos Quinamês e Javanês participaram de um ataque holandês contra os aborígenes Tammalaccouw, juntamente com 110 chineses e 225 soldados sob o comando do governador Traudenius em 11 de janeiro de 1642. Sete quinameses e três javaneses participaram de uma expedição de caça ao ouro, juntamente com 200 chineses e 218 soldados sob o comando do comerciante Cornelis Caesar, de novembro de 1645 a janeiro de 1646. ("Quinam" era o nome holandês para o senhor vietnamita Nguyen, que governava a Cochinchina.) Os holandeses ficaram do lado dos senhores Trịnh de Tonquim (norte do Vietnã) contra os senhores Nguyen de Quinam durante a Guerra Trịnh-Nguyễn e, portanto, eram hostis a Quinam.

### Relação com o Vietnã do Sul
Após a Segunda Guerra Mundial, sob um mandato das Nações Unidas, 200.000 soldados chineses sob o comando do General Lu Han foram enviados por Chiang Kai-shek para a Indochina ao norte do Paralelo 16 N, com o objetivo de aceitar a rendição das forças de ocupação japonesas. Essas tropas permaneceram na Indochina até 1946. Os chineses usaram o Việt Nam Quốc Dân Đảng, a versão vietnamita do Kuomintang chinês, para aumentar sua influência na Indochina e pressionar seus oponentes. Chiang Kai-shek ameaçou os franceses com guerra para forçá-los a negociar com o líder do Việt Minh Ho Chi Minh. Em fevereiro de 1946, Chiang Kai-shek forçou os colonos franceses a entregar todas as suas concessões na China e a renunciar a seus privilégios extraterritoriais, em troca da retirada do norte da Indochina e da permissão para que as tropas francesas reocupassem a região.
O Vietnã do Sul, enquanto existia, mantinha relações diplomáticas oficiais com a República da China (que o regime levou em 1949 para Taiwan, a ilha que esteve sob o domínio japonês de 1895 a 1945) devido às políticas anticomunistas comuns dos dois países. O governo de Ngo Dinh Diem estabeleceu relações formais com a República da China em 1955. A relação entre os dois governos era bastante próxima, muito melhor do que as relações da República da China com outros países descolonizados do Sudeste Asiático; Taipei recebeu mais visitas presidenciais do Vietnã do Sul do que de qualquer outro país da região.
Estudantes do Vietnã do Sul estudaram em Formosa, e Taipei forneceu apoio material e logístico a Saigon durante a Guerra do Vietnã. A República da China procurou fornecer aos países do Sudeste Asiático sua própria experiência em assuntos anticomunistas, e o Vietnã do Sul foi um dos principais receptores dessas lições. O embaixador de Taipei em Saigon, de 1964 a 1972, foi Hu Lien, um general do Exército da República da China com experiência militar significativa durante a Guerra Civil Chinesa. Taipei e Saigon eram até mesmo cidades irmãs. No entanto, as relações eram ocasionalmente tensas, especialmente em relação à questão dos imigrantes chineses no país, muitos dos quais tinham nacionalidade chinesa, estimados por Taipei em 1,2 milhão. Taipei se ofendia com as baixas estimativas de Saigon sobre sua população, entre outras coisas.
Pouco antes da Queda de Saigon, o presidente sul-vietnamita Nguyen Van Thieu fugiu para Taipei, onde seu irmão, Nguyen Van Kieu, estava servindo como embaixador. Uma aeronave da Air Vietnam, a companhia aérea sul-vietnamita, foi abandonada no Aeroporto Songshan de Taipei e acabou se tornando propriedade de uma companhia aérea baseada na República da China.

### Colapso e reabertura das relações
Após o colapso de seu aliado sul-vietnamita, Taipei inicialmente manteve uma política de contato zero com o Vietnã, nem mesmo com o comércio privado e o contato postal; além disso, seguiu-se o massacre de Lieyu em 1987, com refugiados vietnamitas inocentes. Além disso, foi revelado que alguns boat people vietnamitas eram, na verdade, famílias chinesas no exterior. Isso deixou o Vietnã mal posicionado para tirar proveito da rápida deterioração das relações entre Hanói e Pequim, mesmo durante a Guerra Sino-Vietnamita e suas consequências. Por sua vez, o Vietnã, assim como outros estados socialistas, expressou seu descontentamento com Pequim nas relações exteriores, aproximando-se mais de seu rival no bloco comunista, Moscou; era impensável para um país socialista ter contato com a capitalista Taipei. No entanto, no final da década de 1980, com o final da Guerra Fria se aproximando, o contato entre Hanói e Taipei foi retomado lentamente; na verdade, os observadores viram isso como um dos principais eventos que indicavam o fim da Guerra Fria na região.
Em 2015, o legislador taiwanês Chung Chia-pin, do Partido Democrático Progressista, cujo distrito eleitoral em Pingtung é o lar de expatriados vietnamitas em Taiwan, fundou uma associação de amizade parlamentar entre Taiwan e Vietnã.

## Visitas bilaterais

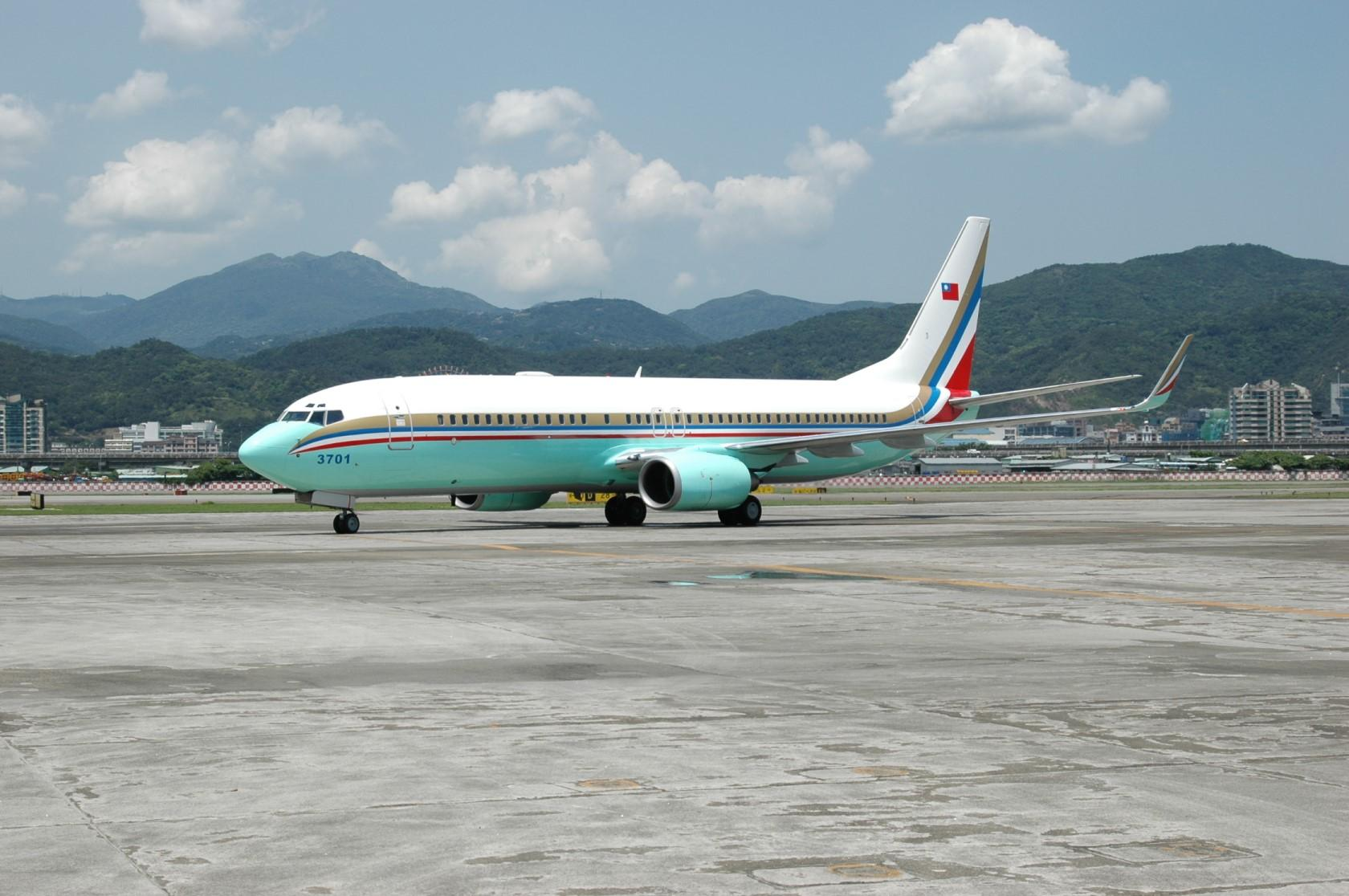
A aeronave utilizada por Morris Chang para voar até Hanói.

Em 2006, o presidente da TSMC, Morris Chang, viajou para Hanói como representante especial do então presidente Chen Shui-bian para o fórum da Cooperação Econômica Ásia-Pacífico. Excepcionalmente, Chang voou para Hanói na aeronave presidencial de Chen, um Boeing 737-800 operado pela Força Aérea de Taiwan. A aeronave, que exibe a bandeira de Taiwan e seu emblema nacional, nunca havia sido autorizada a pousar no solo de um país com o qual Taiwan não tinha relações formais.

## Investimentos
O investimento estrangeiro direto é uma importante ferramenta política de Taiwan; como argumenta Samuel Ku, Taipei usa "os recursos econômicos da ilha em troca de ganhos políticos com o Vietnã". Nos primeiros dias do Doi Moi, o Vietnã estava muito interessado em aprender com as experiências de Taiwan com pequenas e médias empresas para aliviar a escassez crônica de bens de consumo do próprio Vietnã. Até 2006, os investidores de Taiwan haviam investido US$ 8 bilhões no Vietnã, especialmente em equipamentos e edifícios para a realização de manufatura com uso intensivo de mão de obra em zonas de processamento de exportação. Essa escala de investimento fez de Taiwan um dos maiores investidores estrangeiros do Vietnã.

## Taiwaneses e vietnamitas

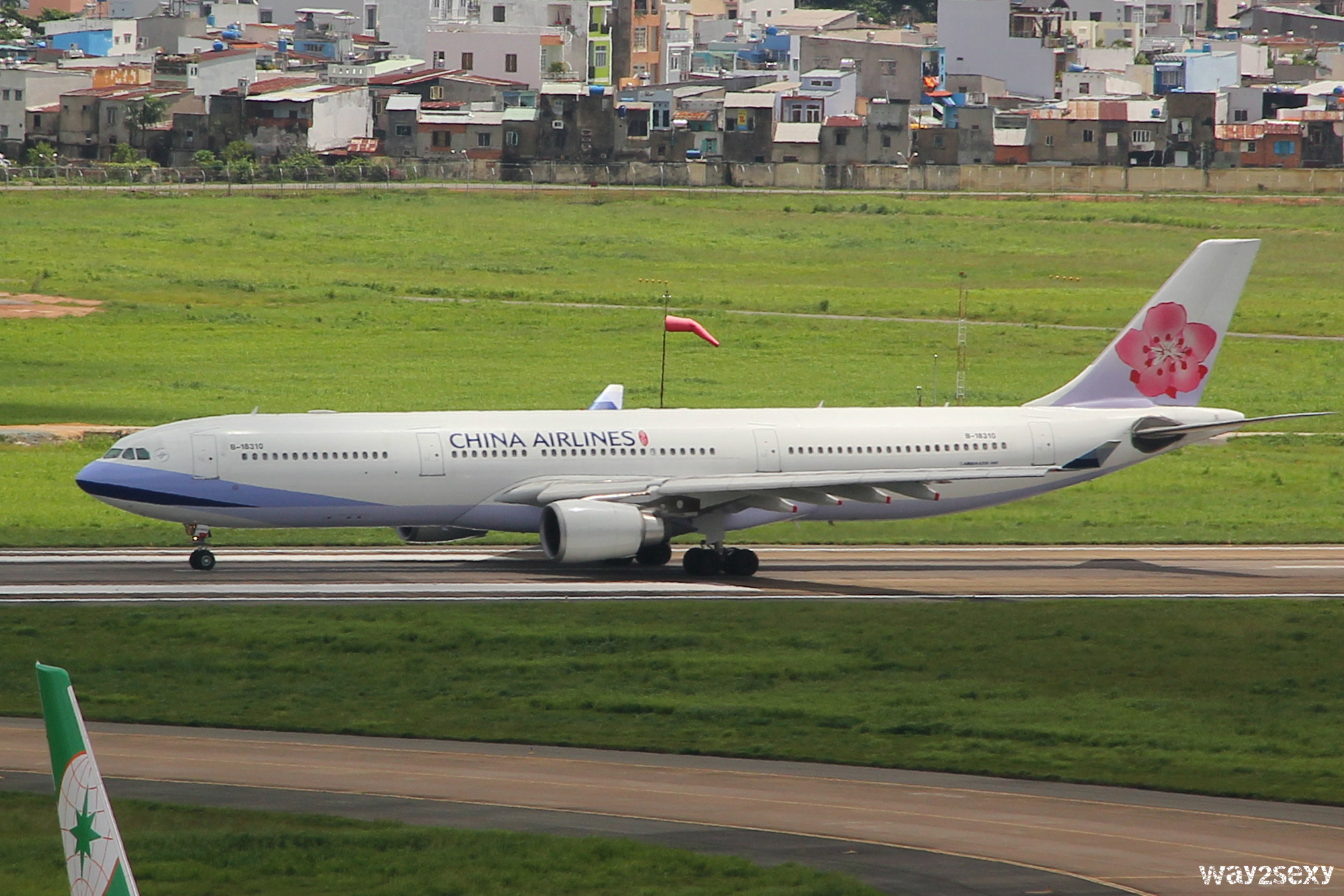
Aeronave da China Airlines no Aeroporto Tan Son Nhat.

Há dezenas de milhares de expatriados taiwaneses no Vietnã e vietnamitas em Taiwan.